# Strażnica WOP Krężelka

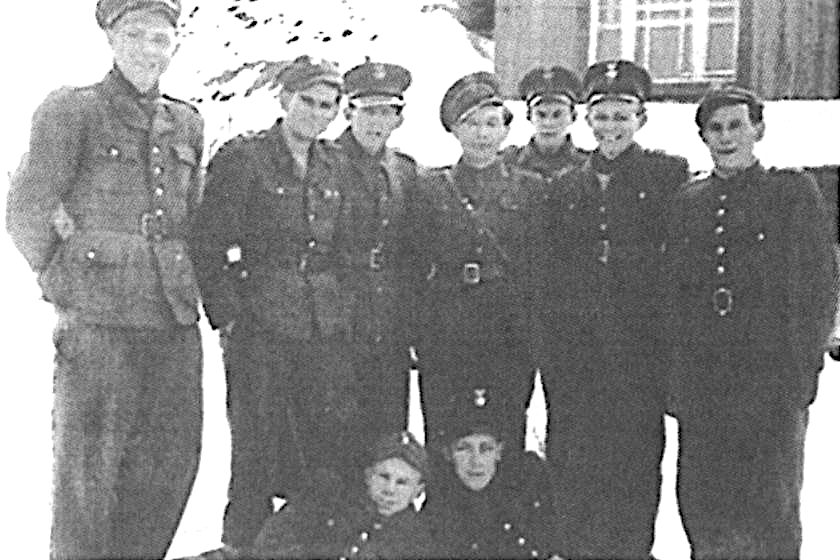
Załoga strażnicy, w środku d-ca strażnicy ppor. Marian Leśniak (1951)

Strażnica Wojsk Ochrony Pogranicza Koniaków/Krężelka – zlikwidowany podstawowy pododdział Wojsk Ochrony Pogranicza pełniący służbę graniczną na granicy polsko-czechosłowackiej.

## Formowanie i zmiany organizacyjne
Strażnica została sformowana w 1945 w strukturze 44 komendy odcinka Ustroń jako 200 strażnica WOP (Koniaków). Żołnierze strażnicy zakwaterowani byli w jednym niedużym budynku drewnianym po byłej strażnicy niemieckiej, była także stajnia.
W 1945 strażnica miała etat 56 żołnierzy. Kierownictwo strażnicy stanowili: komendant strażnicy, zastępca komendanta do spraw polityczno-wychowawczych i zastępca do spraw zwiadu. Strażnica składała się z dwóch drużyn strzeleckich, drużyny fizylierów, drużyny łączności i gospodarczej. Etat przewidywał także instruktora do tresury psów służbowych oraz instruktora sanitarnego. Dla każdej strażnicy przewidziano motocykl z przyczepą, 12 koni wierzchowych, 4 taborowe i w zasadzie odpowiadało to ww. stanowi. Natomiast strażnica miała 2 konie wierzchowe i 2 taborowe. Podstawę uzbrojenia stanowiły pistolet TT, karabin bojowy (kb) z bagnetem, pistolet maszynowy PPSz-a, karabin maszynowy DP, oraz pistolet sygnałowy wz. 44.
W związku z reorganizacją oddziałów WOP, 24 kwietnia 1948 200 strażnica Ochrony Pogranicza Koniaków została włączona w struktury 61 batalionu Ochrony Pogranicza, a 1 stycznia 1951 41 batalionu WOP w Ustroniu.
W 1952 obsada strażnicy WOP Koniaków: dowódca strażnicy, zastępcy do spraw politycznych i zwiadu, szef strażnicy. Załogę stanowiło około 60 podoficerów i szeregowych. Wśród nich byli żołnierze do obsługi koni, podoficer łączności, 2 kucharzy i 2 przewodników psów służbowych. Do służby i dojazdu do batalionu służyły 2 konie do jazdy wierzchem. Do transportu żywności i prac wykorzystywano 2 konie taborowe. Strażnica korzystała z bryczki i wozu taborowego.
Od 15 marca 1954 w Wojskach Ochrony Pogranicza wprowadzono nową numerację strażnic. Strażnica WOP Krężelka II kategorii otrzymała numer 205.
W 1957 rozformowano 41 batalion WOP Ustroń i strażnicę włączono w struktury 42 batalionu WOP w Cieszynie.
W 1954 rozformowano strażnicę w Koniakowie, a w jej miejsce zorganizowano strażnicę nr 205 – II kategorii w Krężelce.
1 stycznia 1960 była jako 4 strażnica WOP III kategorii Krężelka.
W 1961 w strażnicy WOP Krężelka był: dowódca strażnicy, zastępcy do spraw politycznych i liniowych, szef strażnicy. Załogę stanowiło 6 podoficerów (dowódców drużyn), 2 podoficerów rozpoznawczych i około 40 szeregowych. Poprzedni dowódca i szef strażnicy zostali dyscyplinarnie zwolnieni z zawodowej służby wojskowej za rozkład dyscypliny i złe pełnienie służby.
W 1963 dowódca WOP nakazał skrócić odcinek 3 Karpackiej Brygady WOP i ustalił linię rozgraniczenia między karpacką, a górnośląską brygadą na granicy województw krakowskiego i katowickiego. Nakazał też 1 stycznia 1964 przekazać strażnicę WOP Krężelka, Górnośląskiej Brygadzie WOP w Gliwicach. Termin zmieniono na 1 października 1963. Strażnicę włączono w struktury 42 batalionu WOP Cieszyn.
1 stycznia 1964 była jako 31 strażnica WOP lądowa IV kategorii Krężelka.
W 1964 rozformowano strażnicę WOP IV kategorii Krężelka o stanie 27 wojskowych. Ochraniany przez strażnicę odcinek granicy państwowej przejęła Strażnica WOP Jaworzynka. W miejscu byłej strażnicy WOP Krężelka wybudowano dom wczasowy, pozostał tylko budynek gospodarczy (stajnia–garaż), na szczytnej ścianie są wyrzeźbione dwie głowy końskie i data 1953 rok.

## Ochrona granicy
Sposób ochrony granicy podano za: Sławomir Żurawlow, Pododdziały Ochrony Pogranicza w Jaworzynce, Istebnej i Koniakowie – Rys historyczny 1922–2008, s. 45, 47–48, 51–53.
W 1947 200 strażnica WOP Koniaków ochraniała odcinek granicy państwowej:
- Włącznie od znaku granicznego nr III/191, wyłącznie do znaku gran. nr III/201.

W 1960 4 strażnica WOP Krężelka III kategorii ochraniała odcinek granicy państwowej o długości 6670 m:
- Włącznie od znaku gran. nr III/190, wyłącznie do znaku gran. nr III/200.

## Wydarzenia
Wydarzenia podano za: Sławomir Żurawlow, Pododdziały Ochrony Pogranicza w Jaworzynce, Istebnej i Koniakowie – Rys historyczny 1922–2008, s. 45, 47–48, 51–53.
- 1945 – 10 grudnia pododdział NSZ w sile 8 osób dokonał napadu na mieszkańca miejscowości Potok Wielki k. Koniakowa. O dokonanej napaści poszkodowany powiadomił strażnicę w Koniakowie. Dowódca strażnicy zorganizował pościg. Napastnicy zostali zatrzymani.
- 1947 – 26/27 września w nocy pięcioosobowa grupa dokonała napadu rabunkowego na dom Jana Kukuczki w Istebnej. Zabrali ubrania i oddalili się w kierunku Babiej Góry. Pościg prowadzony przez strażnicę był bezskuteczny.
- 1956 – koniec czerwca, początek lipca w okresie tzw. „Wypadków poznańskich”, przy linii granicznej i w strefie działania, odnajdywano pakunki zawierające ulotki z tzw. „bibułą”, przytwierdzone do balonów leżących na ziemi[13]. W związku z masowością zjawiska, żołnierze otrzymali zezwolenie na użycie broni, celem zestrzelenia nisko przelatujących balonów (nawet jeśli znajdowały się na terytorium czechosłowackim, ale w zasięgu ognia – to samo czynili pogranicznicy czechosłowaccy)[14].
- 1960 – ze strażnicy wycofano konie, a w ich miejsce wprowadzono samochody terenowe GAZ-69.
- 1963 – strażnica zdobyła pierwsze miejsce z pododdziałów granicznych pod względem dyscypliny i pełnienia służby granicznej.

## Strażnice sąsiednie
- 199 strażnica WOP Zwardoń ⇔ 201 strażnica WOP Jasnowice – 1946
- 199 strażnica OP Zwardoń ⇔ 201 strażnica OP Jaworzynka – 1949
- 204 strażnica WOP Zwardoń ⇔ 205 strażnica WOP Jaworzynka – 1954
- 5 strażnica WOP Zwardoń III kategorii ⇔ 3 strażnica WOP Jaworzynka III kategorii – 01.01.1960
- 1 strażnica WOP Zwardoń lądowa IV kategorii ⇔ 30 strażnica WOP Jaworzynka lądowa IV kategorii – 01.01.1964.

## Komendanci/dowódcy strażnicy
Wykaz komendantów/dowódców strażnicy podano za: Sławomir Żurawlow, Pododdziały Ochrony Pogranicza w Jaworzynce, Istebnej i Koniakowie – Rys historyczny 1922–2008, s. 50–54.
- por. Ludwik Grześniak
- ppor. Tadeusz Mysko (był w 1946)
- por. Mioduszewski
- por. Marcin Menes
- ppor. Marian Leśniak (07.1951–14.05.1952)
- por. Jan Muryjas (15.02.1952–09.10.1953)[15]
- ppor. Jerzy Rychel p.o. (był 10.1961)
- kpt. Mieczysław Dudziec (10.1961–1964).